# 维洛尔巴
维洛尔巴（義大利語：Villorba），是意大利威尼托大区特雷维索省的一个市镇。总面积30平方公里，人口17995人，人口密度599.8人/平方公里（2009年）。国家统计（ISTAT）代码为026091。

## 友好城市
- 義大利阿尔博雷亚